# Kamrar
Kamrar és una població dels Estats Units a l'estat d'Iowa. Segons el cens del 2000, tenia 229 habitants.

## Demografia
Segons el cens del 2000, Kamrar tenia 229 habitants, 91 habitatges, i 66 famílies. La densitat de població era de 106,5 habitants/km².
Dels 91 habitatges en un 34,1% hi vivien nens de menys de 18 anys, en un 56% hi vivien parelles casades, en un 12,1% dones solteres, i en un 26,4% no eren unitats familiars. En el 24,2% dels habitatges hi vivien persones soles el 13,2% de les quals corresponia a persones de 65 anys o més que vivien soles. El nombre mitjà de persones vivint en cada habitatge era de 2,52 i el nombre mitjà de persones que vivien en cada família era de 2,93.
Per edats la població es repartia de la següent manera: un 26,2% tenia menys de 18 anys, un 7,4% entre 18 i 24, un 29,7% entre 25 i 44, un 18,8% de 45 a 60 i un 17,9% 65 anys o més.
L'edat mediana era de 37 anys. Per cada 100 dones de 18 o més anys hi havia 108,6 homes.
La renda mediana per habitatge era de 37.188 $ i la renda mediana per família de 41.071 $. Els homes tenien una renda mediana de 30.500 $ mentre que les dones 21.964 $. La renda per capita de la població era de 15.892 $. Entorn del 3% de les famílies i el 3,1% de la població estaven per davall del llindar de pobresa.

## Poblacions més properes
El següent diagrama mostra les poblacions més properes.